# Síndrome mielodisplàstica
Les síndromes mielodisplàstiques (SMD, abans coneguda com a "pre-leucèmia") són un conjunt divers de trastorns hematològics (relacionats amb la sang) que inclouen la producció ineficaç (o displàsia) de la classe mieloide de les cèl·lules de la sang. La SMD s'ha trobat en humans, gats i gossos.
Els pacients amb SMD sovint desenvolupen anèmia severa i requereixen transfusions de sang freqüents. En la majoria dels casos, la malaltia empitjora i el pacient desenvolupa citopènies (recomptes baixos de cèl·lules sanguínies), a causa del deteriorament progressiu de la medul·la òssia. En al voltant d'un terç dels pacients amb SMD, la malaltia es transforma en la leucèmia mieloide aguda (LMA), en general en qüestió de mesos a uns anys.
Les síndromes mielodisplàstiques són trastorns de les cèl·lules mare en la medul·la òssia. En la SMD, l'hematopoesi (producció de sang) és desordenada i ineficaç. El nombre i la qualitat de les cèl·lules formadores de sang disminueixen, reduint encara més la producció de sang.
A Catalunya, té una taxa de supervivència a cinc anys per a homes al voltant del 44% i per a dones al voltant del 37%.
1. ↑  «Resultats dels Registres de Tumors Hospitalaris de l'Institut Català d'Oncologia en aliança amb l’Institut Català de la Salut 2013-2017». [Consulta: 30 agost 2020].